# Gabriella Jiráčková
Gabriella Jiráčková, známá také jako Lolo Ta Bella nebo také Gabriel Jiráčková, rozená Gabriela Jiráčková (* 21. listopadu 1999 Sedlčany nebo Praha) je česká živá Barbie, zpěvačka, herečka a modelka.

## Kariéra
V rámci pěvecké kariéry spolupracovala s Petrem Kolářem, Vladimírem Hronem, Bohušem Matušem, Robertem Caporalim nebo Peterem Dvorským.
Byla porotkyní televizní soutěže Solasido, také se zúčastnila televizní SuperStar. Zde skončila mezi poslední stovkou soutěžících. Vyhrála soutěže Vítr do plachet, Zelený slavík nebo Slunce umění. Účinkovala také v televizních pořadech Zlatý oříšek a Solasido.
Jako herečka účinkovala v první epizodě televizního seriálu Špačkovi v síti času (Velké prázdniny začínají, 2013) a Ulice (2005).
Od roku 2015 se věnuje modelingu, převážně pak fotomodelingu. Zaměřuje se převážně na glamour, fashion, beauty a portrétní fotografie.